# Піррозія язикоподібна
Піррозія язикоподібна (Pyrrosia lingua) — епіфітний вид папоротей родини багатоніжкові (Polypodiaceae).

## Опис
Багаторічна трав'яниста рослина. Кореневище довге, тонке, повзуче, вкрите торочкуватими, біля основи чорно-бурими лінійно-ланцетними плівками, 5-8 м довжини. Черешок до 15 см завдовжки. Пластинка зимою зелена, цільна, ланцетна, з сітчастим жилкуванням, в молодому віці густо покрита зірчастими волосками коричневого кольору, пізніше — верхня поверхня пластинки гола, до 20 см завдовжки, 5 см завширшки. Соруси округлі, по 4-6 зібрані в петлях, утворених мережею жилок, покривають майже всю нижню поверхню пластинки. Спороношення з червня по вересень.

## Поширення
Вид поширений на Далекому Сході  Росії в Приморському та  Хабаровському краях, у Японії, Китаї та Індокитаї.

## Екологія
Росте на виходах скель (вапнякових, базальтових, гранітних), в тріщинах, зрідка на деревах. Уникає конкуренції як з квітковими рослинами, так і з іншими папоротями. Місця зростання відрізняються чергуванням вологих і сухих сезонів, високих і низьких температур, сильною інсоляцією.

## Охоронний статус
Вид є досить поширений у  Східній Азії. На території Росії знаходиться північна межа ареалу виду. Тут він зустрічається спорадично і тому віднесений до  Червоної книги Росії.